# Leptoclinides macrotestis
Leptoclinides macrotestis är en sjöpungsart som beskrevs av Romanov 1977. Leptoclinides macrotestis ingår i släktet Leptoclinides och familjen Didemnidae. Inga underarter finns listade i Catalogue of Life.